# Grigoris Bithikotsis
Grigoris Bithikotsis (řecky Γρηγόρης Μπιθικώτσης; 11. prosince 1922 Peristeri – 7. dubna 2005 Athény) byl řecký folkový zpěvák a skladatel. Jeho kariéra trvala pět desetiletí. Je považován za jednu z nejvýznamnějších postav řecké populární hudby.
Bithikotsis se narodil do chudé rodiny. Byl nejmladším z osmi sourozenců. O hudbu se začal zajímat v raném věku a brzy se naučil hrát na buzuki. Nejprve si však musel nástroj schovávat u kamaráda a cvičit v tajnosti, protože jeho otec nesouhlasil s novým stylem rembetiko, který zaujal jeho syna. Jinak pracoval jako instalatér.
Jako levičák byl v roce 1947 za vlády krále Pavla vyhoštěn na ostrov Makronisos. Právě na tomto ostrově v roce 1949 poprvé vystoupil na jevišti a také se právě zde setkal se skladatelem Mikisem Theodorakisem a oba začali spolupracovat na moderní interpretaci lidových písní. Sám Bithikotsis složil přes 200 vlastních písní včetně: Stu Belami to ouzeri a Tou Votanikou o magas. Také Theodorakis si k provedení vlastních písní často vybíral svého přítele Bithikotsise. Jednou z nejslavnějších jejich společných písní byla Epitafios. Oba velmi přispěli k tehdy vznikajícímu stylu laika. Bithikotsis hrál také písně jiných slavných skladatelů, jako jsou Markos Vamvakaris, Vassilis Tsitsani a George Mitsakis. Rád zhudebňoval básně Odyssease Elytise, k takovým patří například píseň Aksion Esti.
K jeho obdivovatelům patřil Alain Delon nebo Aristoteles Onassis. Jeho syn Grigoris se stal také zpěvákem. V pozdějších fázích své kariéry obdržel Fénixův řád od prezidenta Konstantina Stefanopulose za svůj přínos lidové hudbě.

## Diskografie
- Na 'tane do '21 (1930)
- Epitafios (1960)
- Politeia A (1961)
- To tragoudi tou nekrou aderfou (1962)
- Epifania (1962)
- To Axion Esti (1964)
- Politeia B (1964)
- Romiosini (1966)
- 14 Hryses Epityhies N1 (1977)
- 14 Hryses Epityhies N2 (1977)
- Kompilace 1950-1962
- Kompilace 1963-1971
- 36 Hronia
- Apo tis 45 Strofes č. 4
- Alfa – Omega (1971)
- Chamenes Agapes (1977)
- I Ellada tou Grigori
- Episimi Agapimeni
- Gia panta č. 1
- Gia ton Grigori – I Synavlia na Stadio Erininis kai Filias
- Mazi (se Steliosem Kazantzidisem)
- Mazi me ton Grigori
- Megaloprepeia
- Mia gynaika fevgei (1969)
- Oktovriou 1978 (s Mikisem Theodorakisem) (1978)
- O Agnostos Theos (1970)
- Oi Magalyteres Epityhies Tou
- Ouranio Toxo
- Prasino fos (1973)
- Sti Megali Leoforo
- Stratos Dionysiou/Ta zebekika tou Grigori kai tou Stratou (se Stratosem Dionysiou)
- Ta Afhentika č. 2 (1984)
- Apo tous thisayrous ton 45 Strofon (s Vicky Moscholiou)
- Tragoudia apo tis 45 Srtrofes